# Casa de Vance C. Larmore
La Casa de Vance C. Larmore es una residencia histórica ubicada cerca de Hammondville, Alabama, Estados Unidos.

## Historia
Vance C. Larmore llegó al condado de DeKalb proveniente de Abingdon, Virginia alrededor de 1838; fue uno de los primeros colonos blancos del condado después de la eliminación de Cherokee. Construyó una de las granjas más grandes en el área montañosa, acumulando 1700 acres (690 ha) en 1860. A mediados de la década de 1840, Larmore construyó una I-house de dos pisos, una forma vernácula traída del este a lo que entonces era la frontera. La casa se incluyó en el Registro de Monumentos y Patrimonio de Alabama en 1979 y en el Registro Nacional de Lugares Históricos en 2004.

## Descripción
La casa está revestida con tablillas y tiene un porche delantero con detalles victorianos, que fue una adición posterior. El interior tiene un plano de salón central en cada piso, así como un codo de un piso en la parte trasera, que contiene una cocina y un comedor.